# Bill Walsh
William Walsh, più noto come Bill Walsh (New York, 30 settembre 1913 – Los Angeles, 27 gennaio 1975), è stato un fumettista e sceneggiatore statunitense.

## Carriera

### Sui quotidiani
Walsh lavorò buona parte della sua vita nell'azienda di Walt Disney, divenendo uno dei più grandi autori disneyani di Topolino. Infatti dal 1943 al 1963, per vent'anni, scrisse le strisce giornaliere di Topolino che venivano pubblicate sui quotidiani statunitensi, disegnate dal suo collaboratore Floyd Gottfredson.
In questo periodo realizzò alcune delle più importanti storie di Topolino, come Topolino e le meraviglie di domani (1944), Topolino e la casa misteriosa (1944-1945), Topolino e Pongo il bimbo prodigio (1946), Eta Beta l'uomo del 2000 (1947, nella quale compare per la prima volta Eta Beta, l'omino proveniente dal centro della Terra), Eta Beta e la spia (1948, nella quale Topolino e il suo amico del futuro affrontano uno dei loro rivali più temibili, la Spia poeta), Topolino e Pippo cosmico (1955) ed altre ancora.

### Il cinema Disney
Nel 1955 viene sospesa la produzione e la pubblicazione delle storie di ampio respiro di Topolino sui quotidiani statunitensi: è la fine di un'era durata venticinque anni. Walsh e Gottredson sono così costretti a pubblicare solo gag autoconclusive, che si svolgono nel giro di tre o quattro vignette.
La produzione di queste gag si protrae fino al 1963, quando Walsh si trasferisce dal reparto di realizzazione delle storie a quello di ideazione e scrittura dei soggetti dei film live action che la Disney produce in abbondanza nei primi anni sessanta. Walsh sarà autore del soggetto e adattatore della sceneggiatura di famosi film della Disney, come Mary Poppins del 1964 e Pomi d'ottone e manici di scopa del 1971. Per Mary Poppins Walsh ricevette, insieme a Walt Disney, la candidatura all'Oscar al miglior film e, insieme a Don DaGradi, quella per l'Oscar per la miglior sceneggiatura non originale nel 1965.

## Filmografia (parziale)
- Mary Poppins, regia di Robert Stevenson (1964)
- F.B.I. - Operazione gatto (That Darn Cat!), regia di Robert Stevenson (1965)
- Il fantasma del pirata Barbanera (Blackbeard's Ghost), regia di Robert Stevenson (1968)
- Un Maggiolino tutto matto (The Love Bug), regia di Robert Stevenson (1968)
- Pomi d'ottone e manici di scopa (Bedknobs and Broomsticks), regia di Robert Stevenson (1971)
- Herbie il Maggiolino sempre più matto (Herbie Rides Again), regia di Robert Stevenson (1974)
- Il mistero del dinosauro scomparso (One of Our Dinosaurs Is Missing), regia di Robert Stevenson (1975)

## Riconoscimenti

### Premi Oscar
- 1965 – Candidatura al miglior film per Mary Poppins
- 1965 – Candidatura alla miglior sceneggiatura originale per Mary Poppins

### WGA Award
- 1965 - Miglior sceneggiatura per Mary Poppins